# نادير مينوتي
نادير مينوتي (بالإيطالية: Nadir Minotti)‏ (16 مايو 1992 في إيطاليا - ) هو لاعب كرة قدم إيطالي في مركز الوسط. شارك مع منتخب إيطاليا تحت 19 سنة لكرة القدم ومنتخب إيطاليا تحت 20 سنة لكرة القدم ومنتخب إيطاليا لكرة القدم للدرجة الثانية ‏. أما مع النوادي، فقد لعب مع أتالانتا ونادي سيينا ونادي فوجيا ونادي كروتوني ونادي كومو ولانشانو كالتشيو 1920 ‏.

## روابط خارجية
- نادير مينوتي على موقع قاعدة بيانات كرة القدم.إي يو (الإنجليزية)
- نادير مينوتي على موقع Soccerway.com (الإنجليزية)
- نادير مينوتي على موقع عالم كرة القدم.نت (الإنجليزية)
- نادير مينوتي على موقع AS.com (الإسبانية)